# Gustav Siebeck
Gustav Heinrich Gottfried Siebeck (* 4. Juli 1815 in Eisleben; † 25. Mai 1851 in Gera) war ein deutscher Komponist, Organist, Kantor und Lehrer am Rutheneum in Gera.

## Leben und Werk
Siebeck war Schüler von August Wilhelm Bach und Adolf Bernhard Marx in Berlin.  Zunächst führte er die Tätigkeit als Seminarmusiklehrer in Eisleben aus, dann war er als fürstlicher Musikdirektor in Gera tätig. Über sein weiteres Leben ist wenig bekannt. Er schrieb Orgelwerke (für Körners Orgelfreund) und Chorstücke für unterschiedliche Besetzungen. Wenige musikalische Werke von Siebeck sind erhalten. Seine Musik ist als romantisch und klassizistisch einzustufen.
Sein Sohn war der Philosoph Hermann Siebeck.

## Werke (Auswahl)

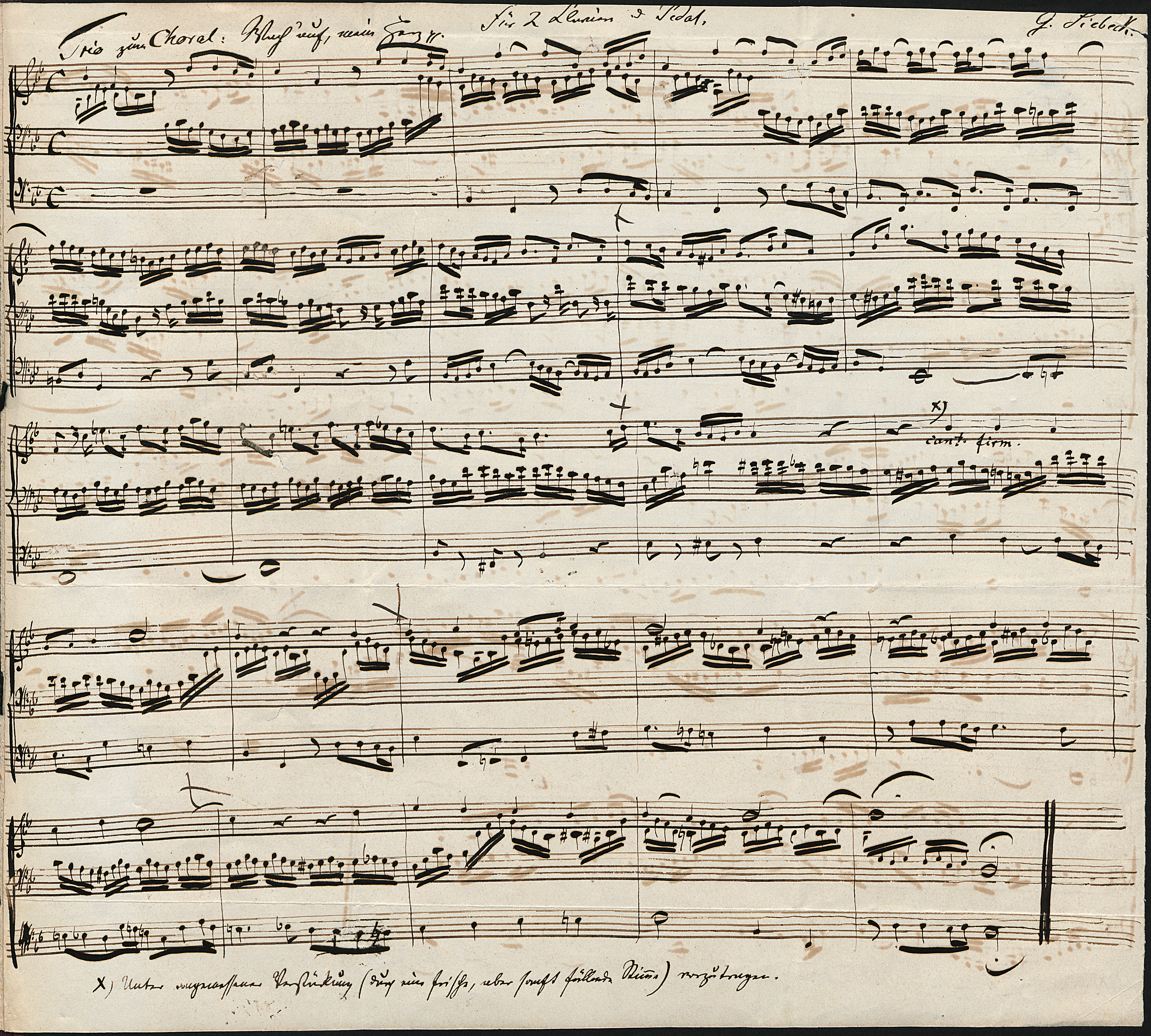
Autographes Orgeltrio

- Geistliche Chöre op. 3 (Der kirchliche Sängerchor auf dem Lande)
- Männerchöre op. 4
- Orgelsonate op. 15
- Geistliche Lieder und Motetten für gemischten Chor und Orgel oder Pianoforte ad lib. (1846)[4]
- 6 Motetten zum Dankfeste
- Trio zum Choral: Wach auf, mein Herz